# آرام هوهانیسیان (بازیگر)
آرام هوهانیسیان (ارمنی: Արամ Հովհաննիսյան؛ انگلیسی: Aram Hovhannisyan؛ ۲ ژانویهٔ ۱۹۷۳) یک بازیگر، کارگردان تئاتر و کارگردان فیلم اهل ارمنستان است. وی از سال میلادی تاکنون مشغول فعالیت بوده است.

## زندگی‌نامه
وی در ۲ ژانویهٔ ۱۹۷۳ در ایروان به دنیا آمد و از انستیتو دولتی هنری و نمایشی ایروان فارغ‌التحصیل شد. وی در فرهنگستان دولتی تئاتر سوندوکیان (۱۹۹۳–۱۹۹۴)، تئاتر دراماتیک دولتی و. واغارشیان گوریس (۱۹۹۴–۱۹۹۶)، تئاتر-لابراتوار «ԳՈՅ» ‏ (۱۹۹۷–۱۹۹۹) و تئاتر کمدی موزیکال پارونیان (۱۹۹۶–۲۰۰۵) فعالیت کرده است.

## گزیده فیلمشناسی
از فیلم‌ها یا برنامه‌های تلویزیونی که وی در آن نقش داشته است می‌توان به وروگایت (۲۰۰۶–۲۰۰۹)، وروگایت  اشاره کرد.

## یادداشت
1. ↑  «ԳՈՅ» թատրոն-լաբորատորիան